# Центральний банк Кіпру
Центральний банк Кіпру (грец. Kεντρική Τράπεζα της Κύπρου, тур. Kıbrıs Merkez Bankası) — центральний банк Республіки Кіпр. Заснований у 1963 році, з штаб-квартирою в Нікосії. Після входження Кіпру в Європейський Союз у 2004, є членом Європейської системи центральних банків. До запровадження в країні Євро у 2008 був емітентом Кіпрського фунту — тодішньої національної валюти Кіпру.
Кіпр опинився серед країн які найбільше постраждали від Європейської боргової кризи. Як наслідок, в обмін на міжнародний стабілізаційний кредит, Центральний банк Кіпру в 2013 році запроваджував примусове оподаткування вкладів в кіпрських комерційних банках.
31 жовтня 2016 року Центральний банк Кіпру оштрафував на більш ніж 1,5 млн євро філію українського ПриватБанку в цій країні через звинувачення у відмиванні грошей. Даний штраф став найбільшим в історії Кіпру застосований Центральним банком щодо комерційного банку за недотримання правил боротьби з відмиванням грошей.